# Rudolf Nilsen

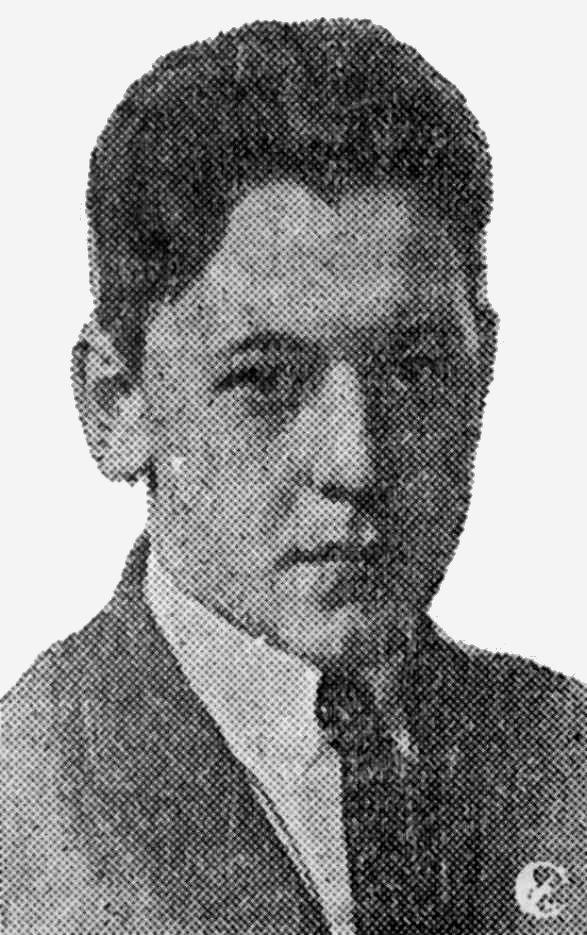
Rudolf Nilsen.

Rudolf Nilsen, född den 28 februari 1901 i Kristiania (nuvarande Oslo), död den 23 april 1929 i Paris, Frankrike var en norsk författare. 

## Biografi
Nilsen var arbetarbarn och växte upp i Oslo "på østsida av ælva", det vill säga i arbetarkvarteren öster om floden Akerselva som rinner genom Oslo. Han blev snabbt känd för sina satiriska dikter som publicerades i dagstidningen Klassekampen och i skämttidningen Rebell. Han debuterade 1925 med diktsamlingen På stengrunn.
Många av Nilsens dikter är präglade av 1920-talets klasskamp och han anses av många som en av Norges främsta arbetardiktare. 1923 anslöt han sig till det då nybildade Norges Kommunistiske Parti, där han var medlem fram till sin död, och han var bl.a. verksam som journalist och skribent i flera av partiets tidningar. Nilsen skrev emellertid också opolitiska och romantiska dikter, bl.a. om Oslo och dess invånare.  
På 1970-talet ökade intresset för Nilsens dikter starkt. Det är speciellt frågan om meningen med livet som blir förknippad mot ett politiskt tema i hans verk, och Rudolf Nilsen ville att flera skulle engagera sig i samtida politik. Sångaren Lillebjørn Nilsen sammanfattar Rudolf Nilsens verk med att det handlar om "menneskesinn, kjærlighet, samfunn og klassekamp". 
Rudolf Nilsen var från 1924 gift med skådespelaren Ella Hval. Han avled 1929 i tuberkulos under en vistelse i Frankrike, endast 28 år gammal. 
En park vid Rudolf Nilsens barndomshem på Heimdalsgata 26 i Oslo, som Nilsen skriver om i sin dikt Nr. 13, fick 1952 namnet Rudolf Nilsens plass. 1954 uppfördes en bronsstaty föreställande Nilsen i parken av skulptören Knut Steen. Han har även blivit översatt till svenska och tonsatt, bland annat av Torgny Björk, Fred Åkerström och Dan Berglund; den senare har spelat in sina tolkningar av Nilsens dikter på albumet Dan Berglund sjunger Rudolf Nilsen, utgivet 1977.

## Diskografi
- På stengrunn. 16 sanger av Rudolf Nilsen ved: Jon Arne Corell, Karl Svendsen, Lillebjørn Nilsen, Lars Klevstrand, Steinar Ofsdal og Carl Morten Iversen. LP. Polydor 2382 035. 1973.
- Dan Berglund sjunger Rudolf Nilsen. LP. Proletärkultur PROLP 177. 1978.